# Deuxième guerre balkanique
Guerres balkaniques
La deuxième guerre balkanique (du 16 juin au 18 juillet 1913) eut pour objet le partage des gains de la première guerre balkanique ; elle opposa la Bulgarie à ses anciens alliés, la Serbie et la Grèce, qui, mis en difficulté, appelèrent à la rescousse la Roumanie. Lorsque les troupes roumaines approchèrent de la capitale Sofia, la Bulgarie demanda un armistice qui déboucha sur le traité de Bucarest, dans lequel la Bulgarie dut renoncer à ses revendications, céder une partie de ses gains de la première guerre balkanique à la Serbie, à la Grèce et à l'Empire ottoman, et en plus céder une partie de son territoire initial à la Roumanie, ce qui créa des différends territoriaux avec ses voisins.

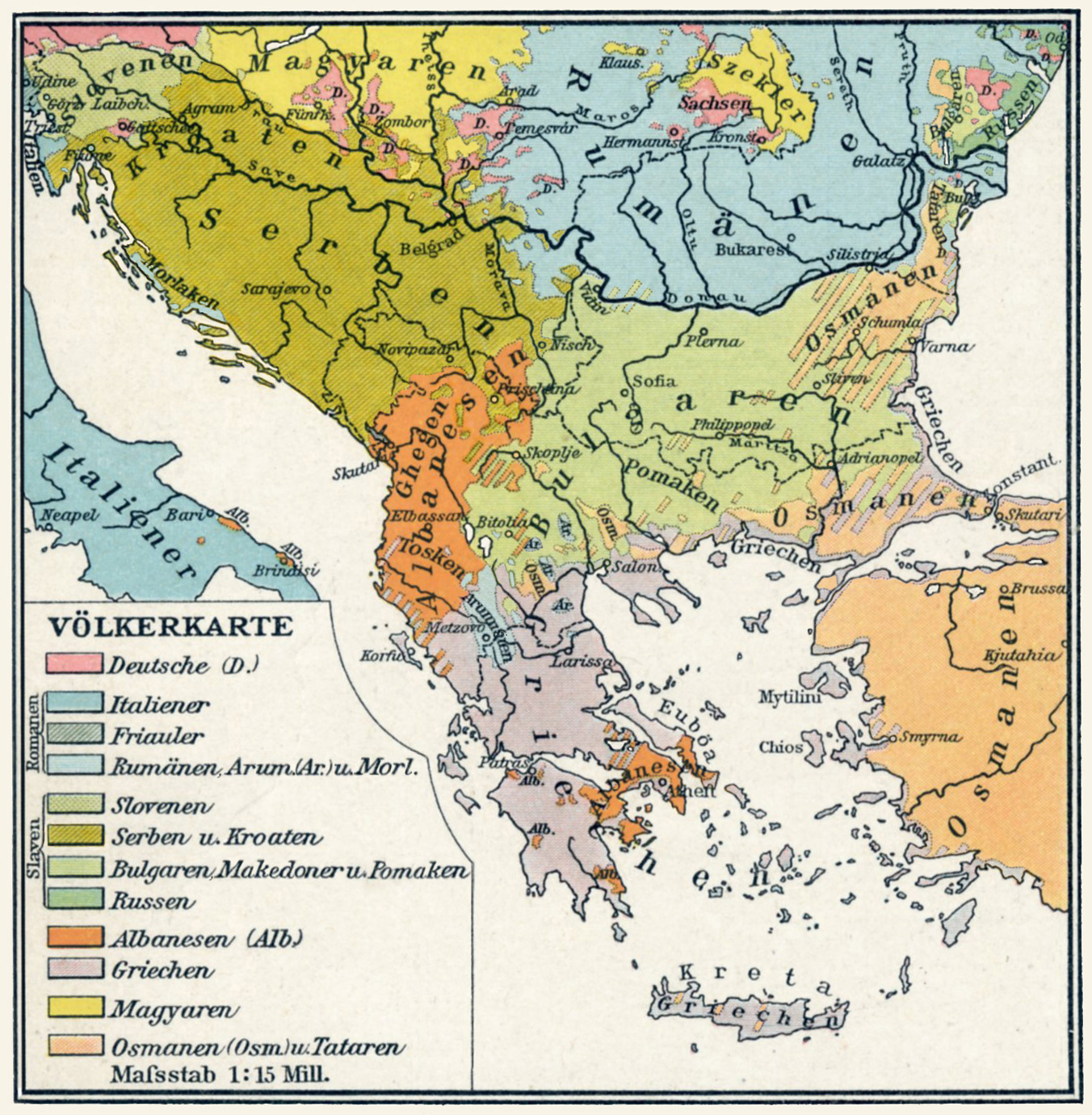
Carte linguistique des Balkans au début du XX.

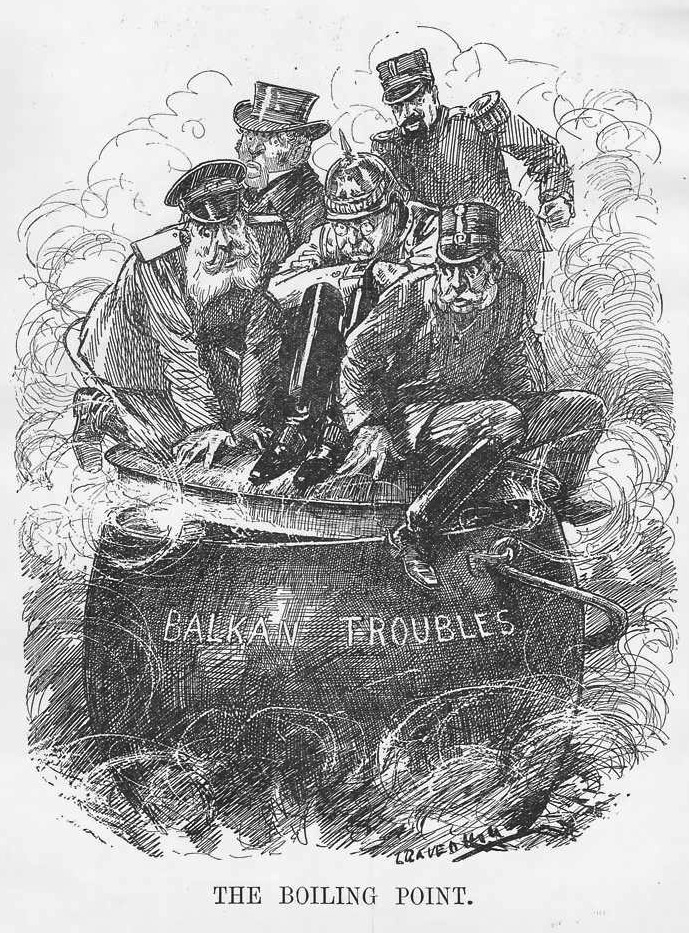
« Le point d'ébullition », caricature britannique posant les Puissances en gardiennes des « troubles des Balkans », alors que ce sont elles qui, au congrès de Berlin (1878) avaient émietté la péninsule en États rivaux.

La guerre provoqua la rupture de l'alliance russo-bulgare, laissant la Serbie comme seule alliée de la Russie dans cette région importante. C'est pour cela que la Serbie reçut le soutien total de la Russie lors de la crise de juillet 1914 qui mena à la Première Guerre mondiale, et c'est aussi pour cela qu'en 1915 la Bulgarie s'allia aux Empires centraux dans l'espoir de réunir à elle les territoires (à majorité bulgarophone) qu'elle avait réussi à récupérer pendant la première guerre balkanique.

## La première guerre balkanique
Durant la première guerre balkanique (octobre 1912 - mai 1913), la Ligue balkanique, constituée de la Serbie, du Monténégro, de la Grèce et de la Bulgarie, était parvenue à prendre à l'Empire ottoman ses provinces européennes (Épire, Macédoine, Sandjak et Thrace), ne lui laissant, au traité de Londres que l'Albanie (indépendante de facto) et les territoires à l'est d'une ligne Ainos-Midia avec Constantinople et la péninsule de Gallipoli. Aucune frontière n'étant définie entre membres de la ligue, les relations entre les vainqueurs se détériorent rapidement du fait des désaccords sur cette question.

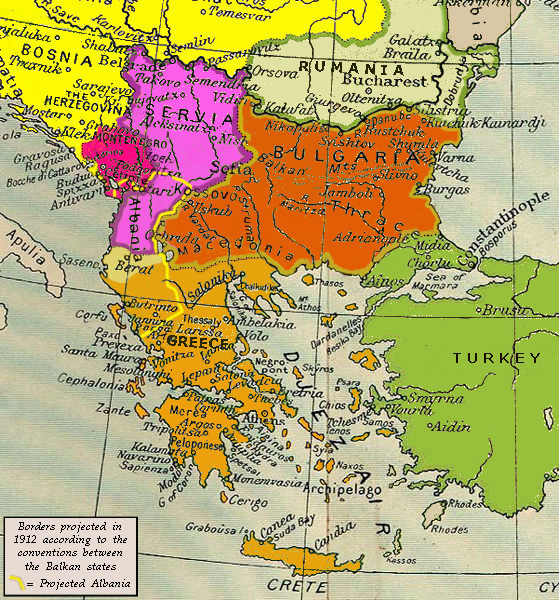
Les accords entre les Alliés de la première guerre balkanique et le traité de Londres qui ne fixe pas précisément les frontières.

Lors de la création de la Ligue balkanique, la Serbie et la Bulgarie avaient signé, le 13 mars 1912, un accord secret sur la future frontière en Macédoine, qui devait passer par une ligne Kriva Palanka-Ohrid (ces deux villes revenaient à la Bulgarie, donnant la plus grande partie de la Macédoine du Vardar à la Bulgarie). La politique bulgare était de réunir le maximum possible de territoires bulgarophones au royaume, par cet accord avec les Serbes, mais sans accord avec la Grèce, car l'état-major bulgare croyait son armée capable d'occuper la plus grande partie de la Macédoine et le port de Thessalonique avant les Grecs. Malheureusement pour lui, la résistance turque en Thrace l'obligea à mobiliser plus de troupes et plus longtemps que prévu, et les Serbes occupèrent une zone bien plus au sud que celle prévue par l'accord bulgaro-serbe, jusqu'à une ligne Bitola–Gevgelija, tandis que les Grecs parvinrent les premiers à Salonique. La zone contestée avec la Serbie devait faire l'objet d'un arbitrage russe.
Lorsque la Bulgarie appela la Serbie à honorer l'accord d'avant-guerre concernant le nord de la Macédoine, la situation avait changé pour les Serbes, qui sous la pression des grandes puissances, avaient dû renoncer à un accès à la mer et évacuer le territoire qui allait former l'Albanie. Ils refusèrent donc de céder plus de territoires. Très rapidement, des accrochages eurent lieu le long des limites des zones d'occupation. En réponse aux revendications bulgares, la Serbie se rapprocha de la Grèce, qui avait elle aussi englobé, en Macédoine, des populations bulgarophones. Dans cette région, les trois pays s'étaient livrés sous la domination ottomane à une « concurrence scolaire » en finançant des écoles dans leurs langues respectives, et même à une guerre larvée par l'intermédiaire de groupes de guérillas comme les komitadjis et les tchetniks ; un régiment bulgare avait été autorisé à entrer dans Salonique huit mois auparavant pour y récupérer des guérilleros.

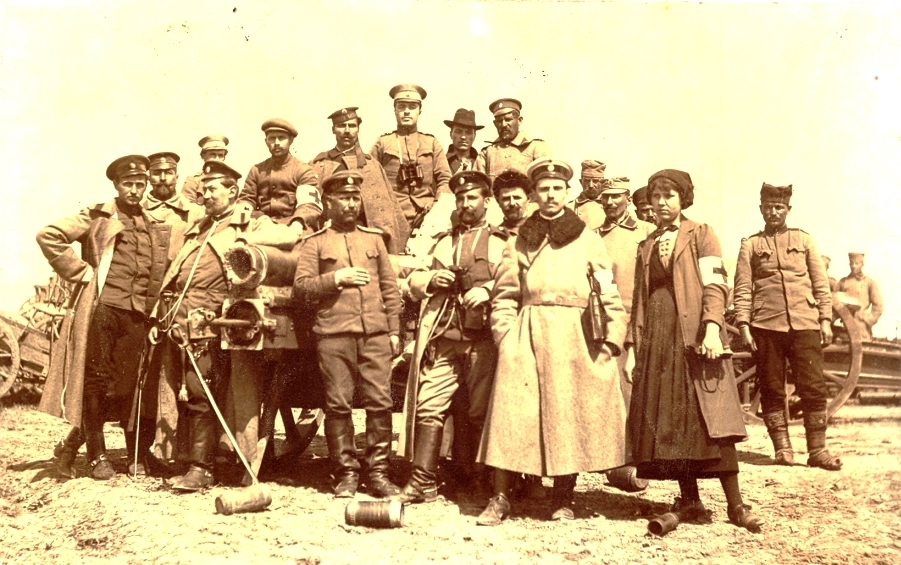
Artilleurs bulgares, 1913

Le 1er juin 1913, un jour après la signature du traité de Londres et 16 jours avant l'attaque bulgare, les Serbes et les Grecs signèrent un accord militaire secret confirmant que la ligne de démarcation entre leurs zones d'occupation deviendrait la frontière entre les deux pays. L'accord prévoyait également la formation d'une alliance en cas d'agression bulgare ou austro-hongroise. Dans les négociations, la Serbie n'évoqua pas officiellement les causes de sa dispute avec la Bulgarie, qui était évidente : le partage de la Macédoine et le non-respect des traités initiaux par la Serbie. La Bulgarie, dans une tentative pour torpiller le rapprochement serbo-grec, signa aussi avec la Grèce un protocole confirmant une ligne de démarcation permanente entre leurs forces respectives et reconnaissant implicitement le contrôle grec du sud de la Macédoine. De ce fait, la Grèce fut le seul cobelligérant dont la frontière en Macédoine était reconnue et garantie par les autres.
Au nord-est de la Bulgarie, un autre point de friction était le refus bulgare de céder la forteresse de Silistra à la Roumanie comme prévu avant-guerre en cas de victoire contre les Ottomans. À la place de cette ville, mi-bulgare mi-roumaine par sa population, la Bulgarie offrit à la Roumanie des garanties sur les droits des valaques en Macédoine et des petites modifications de la frontière du côté de la mer Noire (cession des limans et des deux villages de Răcari et Bălțata). La Roumanie en appela à un arbitrage russe : par le protocole de Saint-Pétersbourg du 8 mai 1913, la Bulgarie dut accepter de céder à la fois Silistra avec ses environs et les deux villages de pêcheurs de la Mer Noire. Cet accord était un compromis entre les revendications roumaines sur la Dobroudja du Sud et le refus bulgare d'accepter tout transfert significatif, mais le fait que la Russie n'adopta pas le point de vue bulgare dans cette controverse mineure avec un voisin neutre, rendit les Bulgares sceptiques quant à une issue favorables des arbitrages russes concernant l'important contentieux territorial avec les Serbes, fidèles alliés de la Russie. La perte de confiance de la Bulgarie en la Russie l'incita donc à refuser tout compromis sur l'accord d'avant-guerre concernant la frontière avec la Serbie. Cela amena finalement la Russie à mettre fin à son alliance avec la Bulgarie, rendant une confrontation avec la Roumanie et avec la Serbie inévitable.

## Les plans bulgares
En 1912, les ambitions bulgares affichées par Ferdinand Ier de Bulgarie et son état-major, dépassaient les dispositions les plus avantageuses du traité de San Stefano en incluant toute la Macédoine avec Salonique, toute la Thrace avec Andrinople et même Constantinople pour en faire la capitale du pays, mais il s'agissait là de propagande intérieure et aussi de « mettre la barre haut » avant les négociations avec les autres belligérants. Toutefois les revendications bulgares sur Constantinople (Tsarigrad en bulgare) malgré les mises en garde répétées de la Russie, furent perçues internationalement comme un manque évident de réalisme de la part des dirigeants bulgares.
Bien que l'armée bulgare ait réussi à prendre Andrinople (Odrin en bulgare), les Bulgares furent ensuite repoussés par les Ottomans lors de la bataille de Çatalca. L'effort entrepris vers Constantinople s'est traduit par la perte pour la Bulgarie d'une grande partie de la Macédoine et de Thessalonique. C'était jugé inacceptable par l'opinion bulgare, survoltée, qui poussa les militaires bulgares à se raidir contre leurs anciens alliés. Avec les Ottomans refusant la perte de la Thrace orientale à l'est et la Roumanie mécontente au nord, la décision de lancer une attaque contre la Grèce au sud et la Serbie à l'ouest était très risquée. En mai, les Turcs avaient demandé d'urgence une mission allemande pour réorganiser leur armée et en juin, la Bulgarie apprit l'existence de l'accord entre la Serbie et la Grèce en cas d'attaque bulgare. Le 27 juin, le Monténégro annonce qu'il serait du côté de la Serbie en cas de guerre contre la Bulgarie. Le 5 février, la Roumanie régla ses différends concernant la Transylvanie avec l'Autriche-Hongrie, en signant avec elle une alliance militaire. Le 28 juin, elle avertit officiellement la Bulgarie qu'elle ne resterait pas neutre dans le cas d'une nouvelle guerre dans la région.
Comme les escarmouches continuaient en Macédoine entre les troupes bulgares et serbes, le tsar Nicolas II de Russie essaya d'empêcher le conflit qui s'annonçait, car il ne souhaitait pas perdre l'un ou l'autre de ses alliés slaves dans les Balkans. Le 8 juin, il envoya un message identique aux rois de Bulgarie et de Serbie, offrant sa médiation sur les dispositions du traité de 1912 entre les deux pays. La Serbie demandait une révision du traité de 1912, car elle avait perdu la possibilité d'un accès à la mer Adriatique du fait de la volonté des grandes puissances de créer l'état albanais. La réponse bulgare à ce que Sofia considéra comme un ultimatum, contenait tant de conditions qu'elle ressemblait fort à un refus : les diplomates russes en conclurent que la Bulgarie était décidée à risquer la guerre avec la Serbie. Cela amena la Russie à annuler son initiative d'arbitrage et à désavouer son alliance avec la Bulgarie. Cela fit voler en éclats la Ligue balkanique qui était considérée comme le meilleur rempart contre l'expansion austro-hongroise et qui avait coûté de nombreux efforts diplomatiques à la Russie depuis plus de dix ans. Lorsque la Serbie et la Grèce proposèrent que les trois pays démobilisent un quart de leurs armées pour faciliter une solution pacifique, la Bulgarie rejeta cette idée, malgré le manque de bras pour l'agriculture.
Le chef du gouvernement bulgare, Ivan Evstratiev Guechov fut remplacé par le partisan de la ligne dure Stoyan Danev (jusque-là russophile). Le 16 juin, les troupes bulgares lancèrent une attaque surprise simultanée contre les positions serbes et grecques, sans déclaration de guerre préalable. L'objectif bulgare était de défaire les Serbes et les Grecs et d'occuper le plus de territoires possible avant que les grandes puissances ne s'en mêlent. Pour obtenir la supériorité nécessaire, la totalité de l'armée bulgare participa à cette opération. Aucune réserve ne fut mise en place pour faire face à une intervention (pourtant officiellement annoncée) roumaine et ottomane, en comptant sur la Russie pour empêcher toute initiative de ces pays, même après qu'elle eut subitement mis fin à son alliance et se soit tournée vers la Roumanie. Le plan bulgare consistait en une attaque concentrée contre l'armée serbe dans la plaine du Vardar pour la neutraliser et occuper le nord de la Macédoine, et en une attaque plus faible contre les Grecs vers Salonique. Cette seconde armée faisait la moitié de celle déployée contre les Serbes et devait prendre la ville et le sud de la Macédoine. Le haut-commandement bulgare n'était pas certain que ces forces pourraient battre l'armée grecque, mais dans le pire des cas, elles seraient suffisantes pour protéger le flanc sud et attendre les renforts de l'armée du nord.

## Forces militaires

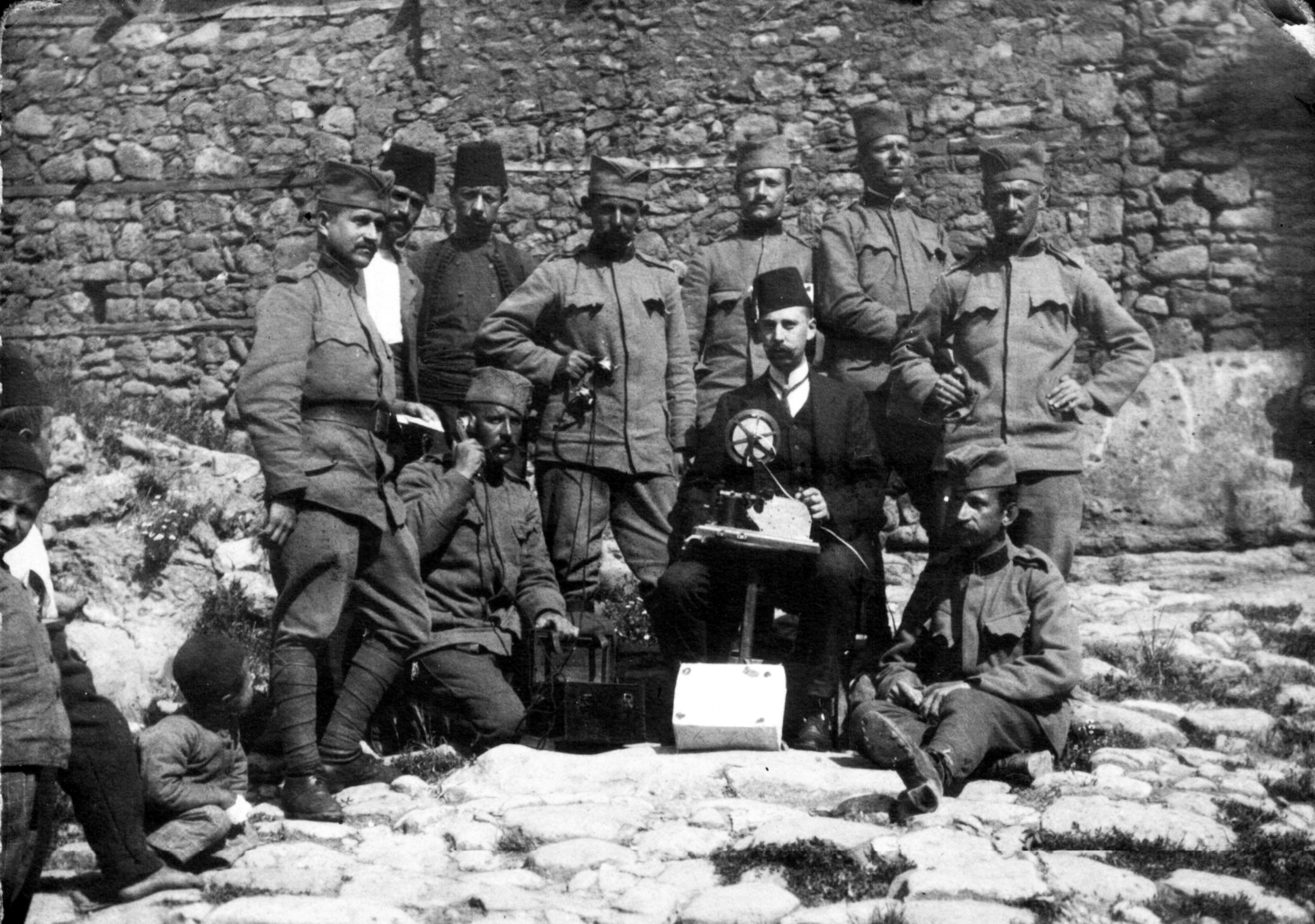
Soldats serbes durant la deuxième guerre balkanique.

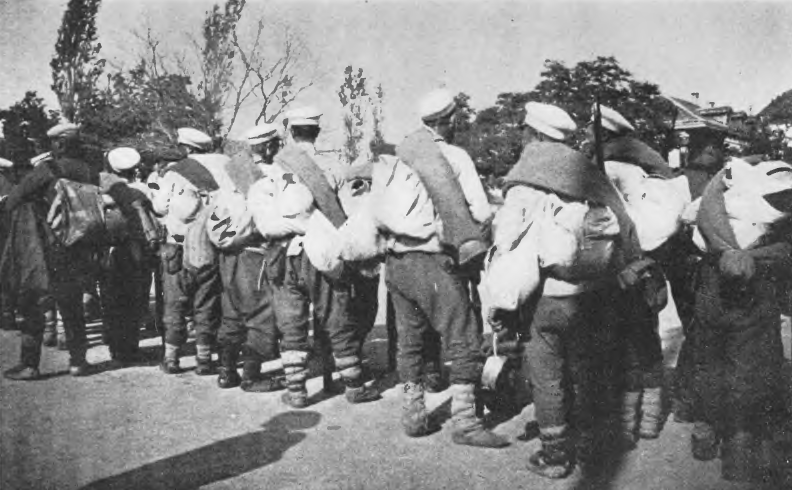
Fantassins bulgares, 1913.

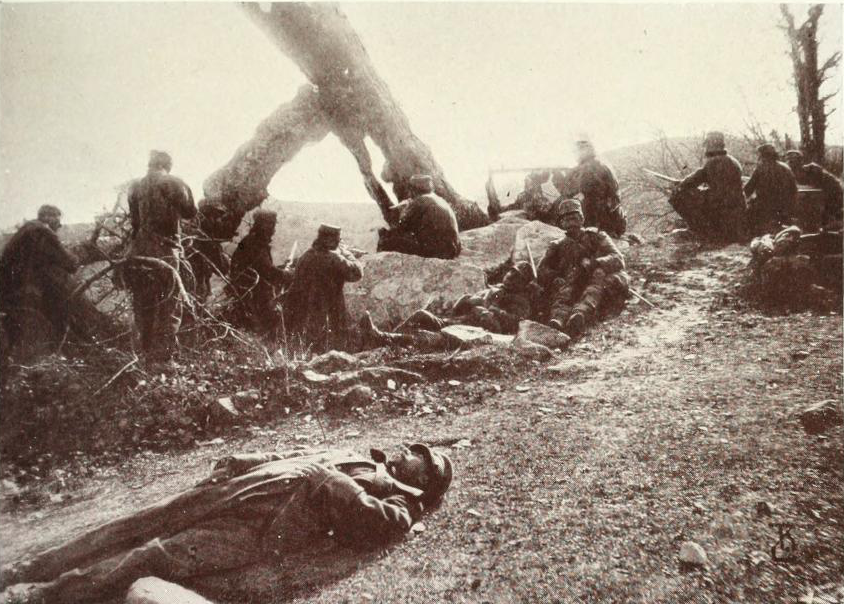
Soldats grecs pendant la deuxième guerre balkanique.

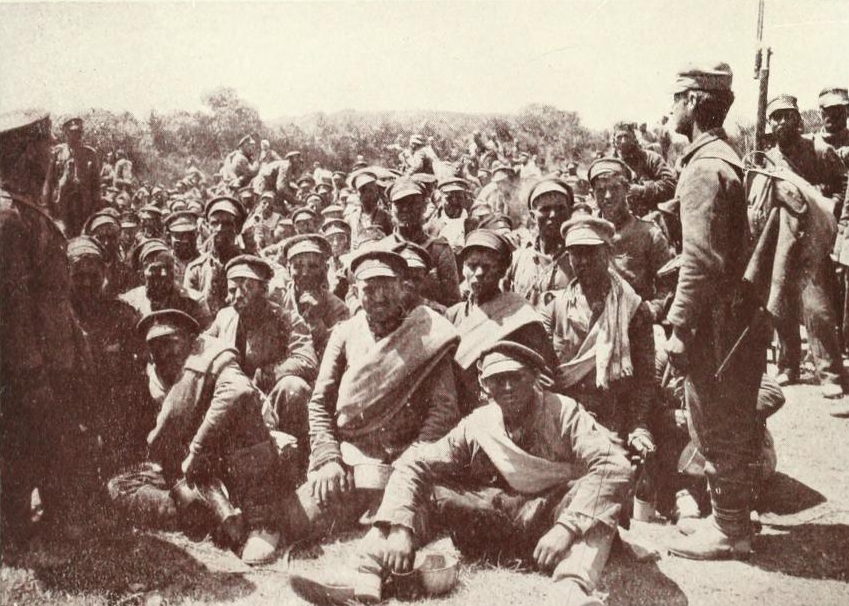
Prisonniers bulgares pendant la deuxième guerre balkanique.

D'après la loi militaire de 1903, les forces armées bulgares étaient divisées en deux catégories : l'armée d'active et la milice nationale. Le cœur de l'armée était formé de neuf divisions d'infanterie et une de cavalerie. Cependant du fait de la subdivision particulière des divisions bulgares, celles-ci étaient de la taille d'un corps d'armée. Malgré 599 878 soldats au début de la première guerre balkanique, la Bulgarie ne disposait que de dix divisions. Par comparaison, les neuf divisions grecques ne comprenaient que 118 000 hommes. Pour aggraver le déséquilibre des forces, les Bulgares disposaient de 1 116 pièces d'artillerie soit six fois plus que les Grecs et cinq fois plus que les Serbes.
Il y a néanmoins une controverse sur le potentiel réel de l'armée bulgare lors de la deuxième guerre balkanique. Au déclenchement de la première guerre, la Bulgarie mobilisa un total de 599 878 hommes (366 209 dans l'armée d'active, 53 927 dans les unités de réserve, 53 983 dans la milice, 94 526 conscrits entre 1912 et 1913, 14 204 volontaires et 14 424 gardes frontières). 33 000 soldats moururent lors de la première guerre (14 000 au combat et 19 000 de typhus et dysenterie). Pour remplacer ces pertes, elle lança la conscription de 60 000 hommes entre les deux guerres y compris dans les territoires occupés. D'après l'état-major bulgare, l'armée comprenait 7 693 officiers et 492 528 soldats le 16 juin mais rencontrait des problèmes d'approvisionnement en munitions, intendance et fournitures sanitaires ou de communication.

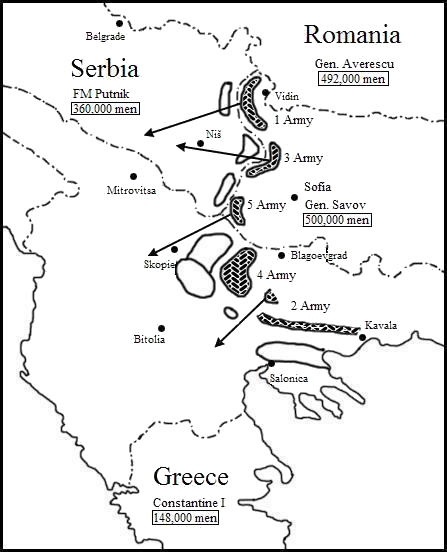
Opérations initiales de l'armée bulgare

Les 1re et 3e Armées bulgare sous le commandement respectif des généraux Vasil Kutinchev (en) et Radko Dimitriev étaient déployées sur la frontière avec la Serbie avec la 5e Armée du général Stefan Toshev près de Kyoustendil et la 4e Armée dans la région de Kotchani et de Radoviš. La 2de Armée sous le commandement du général Nikola Ivanov (en) était déployée contre l'armée grecque.
L'armée du royaume de Serbie comptait 348 000 hommes dont 252 000 combattants divisée en deux armées et dix divisions. Le gros de ces forces était déployé le long de la rivière Vardar et près de Skopje. Son commandant en chef était Pierre Ier de Serbie mais le vrai chef des armées était Radomir Putnik.
Au début de juin 1913, l'armée du royaume de Grèce était composée de 142 000 soldats, répartis en neuf divisions. Huit de ces divisions étaient disposées en arc de cercle en Macédoine et la neuvième était laissée en Épire. Au début des hostilités, cette dernière fut rapatriée sur le front de Macédoine. Tout comme en Serbie, le commandant en chef Constantin Ier de Grèce déléguait la conduite des opérations: ce fut le général Ioánnis Metaxás qui commandait les forces armées grecques.
Le royaume du Monténégro envoya une division de 12 000 hommes sur le front de Serbie.
Le royaume de Roumanie mobilisa 330 000 hommes, dont 80 000 devaient occuper la Dobroudja du Sud et le reste de l'armée avait pour mission de mener l'offensive vers Sofia.
L'Empire ottoman entra en guerre avec 255 000 hommes.

## Opérations

### Ouverture des hostilités
Les 1re, 3e, 4e et 5e Armées bulgares avaient pour mission d'attaquer les positions serbes tandis que la 2de devait attaquer les Grecs à Salonique. Cependant au début, seules les 2e et 4e Armées reçurent l'ordre d'attaquer. Cela permit aux Serbes de concentrer leurs unités pour stopper l'avance bulgare. Les Bulgares, inférieurs en nombre aux Grecs subirent une contre-attaque générale sur l'ensemble du front dès le 19 juin et durent se replier sur la rivière Strymon/Struma. L'objectif initial de détruire rapidement l'armée serbe se révéla rapidement irréalisable et l'armée bulgare dut commencer à se replier avant même l'intervention roumaine et ottomane, et avant l'avancée grecque.

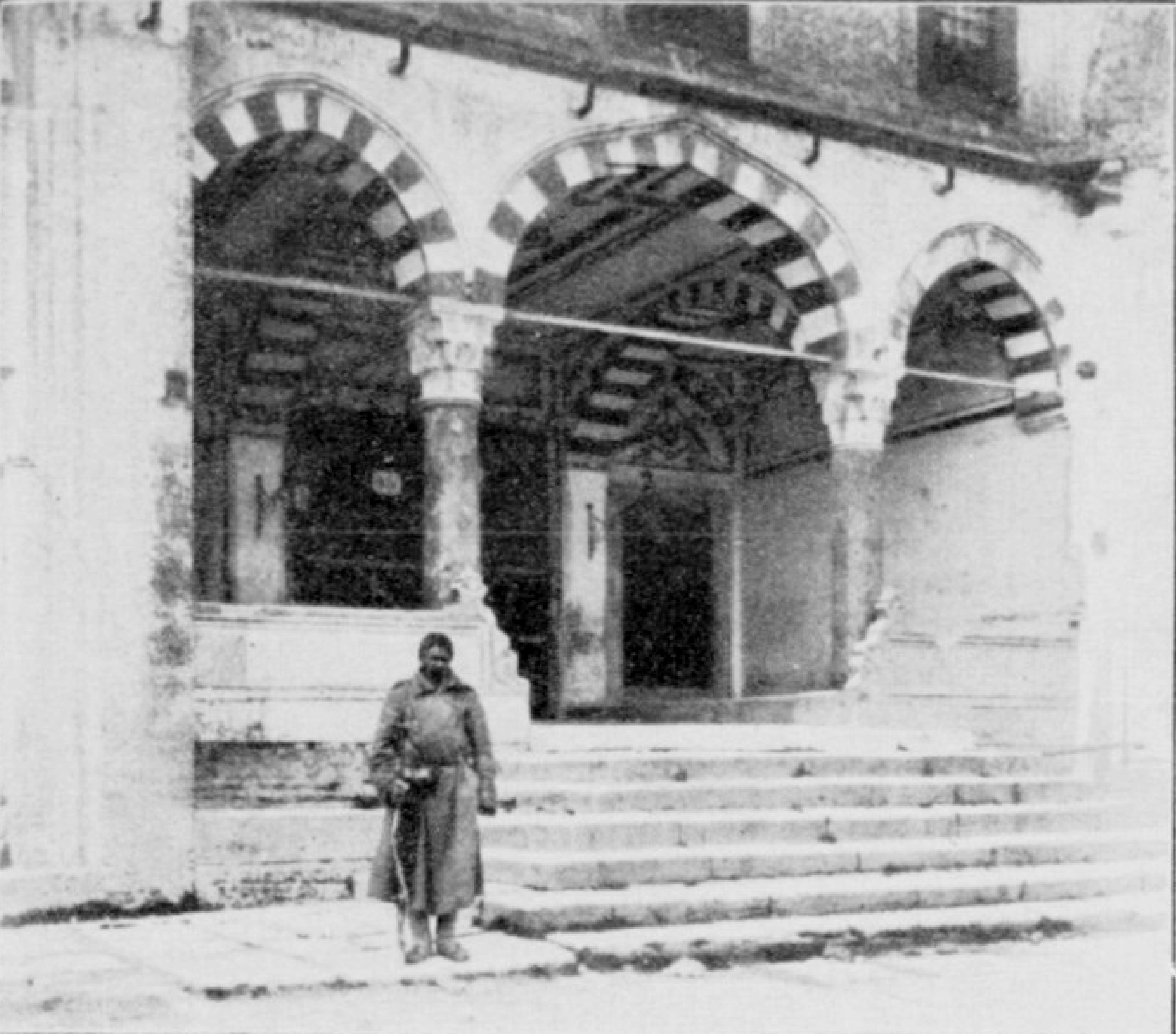
Sentinelle bulgare devant la mosquée Selimiye à Andrinople, v.1912-1913

### Bataille de Kilkís
La 2de Armée bulgare commandée par le général Ivanov tenait une ligne allant du lac Doïranis/Dojran au sud-est à Kilkís, Lachanás, Serrès jusqu'à la mer Égée à travers les monts Pangées. Elle y demeurait depuis mai et était considérée comme une force de vétérans après sa victoire à Adrianople lors de la première guerre balkanique. Le général Ivanov, peut-être pour éviter toute responsabilité dans le désastre militaire déclara après la guerre que son armée n'était composée que de 36 000 hommes et que de nombreuses unités n'étaient pas à leur effectif nominal. Cependant une analyse détaillée contredit cette défense et une source officielle bulgare fait état de 80 000 hommes face à 108 000 Grecs (source officielle grecque). Les historiens modernes considèrent qu'Ivanov sous-estimait ses effectifs mais l'armée grecque possédait toujours la supériorité numérique. L'état-major grec sur-estimait le nombre de soldats bulgares qu'il estimait à environ 100 000 hommes. Néanmoins, les Grecs ignoraient où aurait lieu l'attaque, ce qui offrait une supériorité numérique temporaire à la Bulgarie.
Le 26 juin, l'armée bulgare reçut l'ordre d'attaquer et d'avancer vers Thessalonique. Les Grecs les stoppèrent et lancèrent une contre-attaque dès le 29 juin. À Kilkís, les Bulgares avaient construits de fortes défenses équipées de canons ottomans capturés qui permettaient de tirer sur la plaine en contrebas.
Les 2e, 4e et 5e divisions grecques attaquèrent dans la plaine et subirent de lourdes pertes mais réussirent à établir une ligne de tranchées. Sur le flanc gauche des Bulgares, la 7e division s'était emparée de Serrès et les 1re et 6e prirent Lachanás. L'écrasement de la 2de Armée fut le plus grand désastre militaire bulgare de la guerre. Sur le flanc droit, les Evzones capturèrent Gevgelija et les hauteurs de Matsikovo menaçant la route de retraite des Bulgares vers le lac Dojran qui manqua de se transformer en débandade. Les Grecs s'emparèrent de Dojran le 5 juillet mais ne purent couper la retraite des Bulgares à travers le Strymon. Le 11 juillet, les grecs atteignirent les lignes serbes et avancèrent jusqu'aux gorges de Kresna où les troupes grecques épuisées durent s'arrêter.

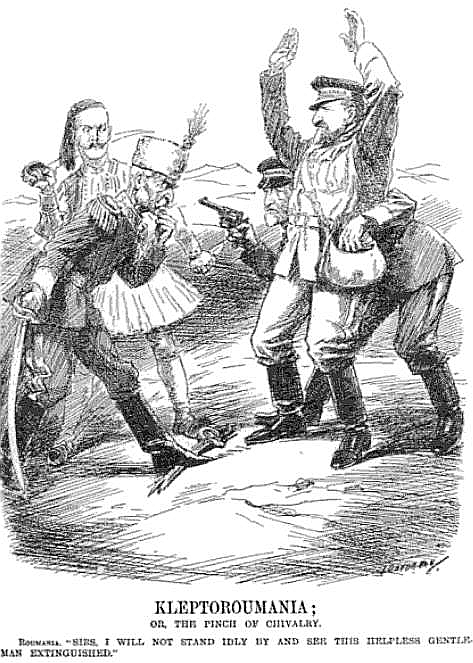
Illustration de 1913 du Punch : « Kleptoroumania » - le roi Carol Ier de Roumanie pointe son pistolet sur ses homologues Pierre de Serbie et Constantin de Grèce tout en faisant les poches du roi Ferdinand de Bulgarie, en leur disant : Sires, je ne vais pas rester immobile et me contenter de voir dépérir ce gentleman !

### Batailles de Bregalnitsa et de Kalimantsi
Durant la nuit du 17 juin 1913, les Bulgares attaquèrent les Serbes à la rivière Bregalnitsa. Du fait de l'effet de surprise, l'attaque fut initialement couronnée de succès mais les Serbes résistèrent à l'offensive bien que de nombreux soldats, considérant les Bulgares comme des alliés, ignoraient contre qui ils se battaient. La bataille acharnée se poursuivit pendant plusieurs jours mais les Serbes parvinrent à reprendre l'initiative et le 1er juillet, les Bulgares étaient repoussés et se replièrent vers l'est.
Au nord, les Bulgares commencèrent leur avancée vers Pirot ce qui força l'état-major serbe à envoyer des renforts pour défendre Pirot et Niš. Les Bulgares purent donc résister à l'offensive serbe en Macédoine à la bataille de Kalimantsi (en) le 18 juillet.

### Intervention roumaine

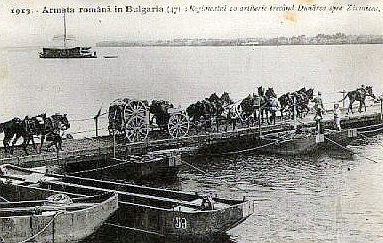
Soldats roumains traversant le Danube pendant la deuxième guerre balkanique.

Appelé à le rescousse par les Serbes et les Grecs, l'état-major roumain profita des difficultés de la Bulgarie : malgré l’opposition du Parlement roumain et les protestations des députés menés par Constantin Dobrogeanu-Gherea, l'armée roumaine, commandée par le prince héritier Ferdinand et le général Alexandru Averescu, traversa le Danube et la frontière terrestre dans la nuit du 14 au 15 juillet et avança en territoire bulgare en rencontrant peu de résistance. Elle fit sa jonction avec les Serbes le 27 juillet, encerclant la forteresse de Vidin. Les pertes roumaines pendant cette campagne vinrent principalement d'une épidémie de choléra qui lui coûta 6 000 hommes.

### Intervention ottomane
L'Empire ottoman, voyant la Bulgarie en difficulté, profita des circonstances pour reprendre la Thrace orientale. Les troupes ottomanes, partant de leurs bases de Çatalca et Gelibolu le 12 juillet, arrivèrent à Adrianople le 19 juillet. Elles s'en retirèrent une première fois le 20 juillet par crainte d'une contre-attaque bulgare puis la reprirent définitivement le 23 juillet. Leur cavalerie traversa la frontière d'avant-guerre et avança jusqu'à Yambol, déclenchant une panique parmi les paysans bulgares. 

### Bataille de Kresna et armistice
Alors que le front serbe devenait statique, le roi Constantin voyant que l'armée bulgare en face avait déjà été battue ordonna à l'armée grecque de reprendre son avancée pour prendre la capitale bulgare, Sofia. Celui-ci voulait une victoire décisive à cette guerre malgré les objections d'Eleftherios Venizelos qui comprit que les Serbes, qui avaient rempli leurs objectifs territoriaux, tentaient de faire supporter à la Grèce le poids de la guerre en restant passifs. Dans les gorges de Kresna (Bataille de Kresna), les Grecs tombèrent dans une embuscade de la 2e et de la 1re Armées bulgares arrivées en renfort depuis le front serbe. Le 8 juillet, les Grecs furent dépassés par la contre-attaque bulgare qui tentait de l'encercler. Cependant, ils résistèrent et purent lancer des contre-attaques locales. Après avoir échoué à percer avec toutes ses forces disponibles, la Bulgarie se contenta de défendre sa ligne de front contre les offensives grecques. Le roi Constantin réalisa l'inutilité de ces assauts lorsque les informations concernant la chute imminente de Sofia entre les mains de l'armée roumaine lui parvinrent et accepta la proposition d'armistice bulgare.
Les Bulgares, avec l'armée roumaine aux portes de Sofia, demandèrent une médiation russe. Les Ottomans, qui avaient envahi la Thrace orientale le 12 juillet et avaient repris Adrianople sans réelle résistance bulgare, ne semblaient pas prêts à s'arrêter. Pour stopper cette offensive, la Russie menaça d'attaquer l'Empire dans le Caucase et envoya la Flotte de la mer Noire à Constantinople ce qui provoqua une intervention britannique.
| Batailles de la deuxième guerre balkanique |           |                            |           |                |                          |                         |
| Nom                                        | Défenseur | Commandant                 | Attaquant | Commandant     | Date (calendrier julien) | Vainqueur               |
| Bataille de Kilkís                         | Bulgares  | Nikola Ivanov (en)         | Grèce     | Constantin Ier | 19-21 juin 1913          | Grèce                   |
| Bataille de Dojran                         | Bulgares  | Nikola Ivanov              | Grèce     | Constantin Ier | 22-23 juin 1913          | Grèce                   |
| Bataille de Bregalnica                     | Serbie    |                            | Bulgares  |                | 17-25 juin 1913          | Serbie                  |
| Bataille de Kalimanci (en)                 | Bulgares  | Vicho Dikov                | Serbie    | Radomir Putnik | 15-18 juillet 1913       | Bulgares                |
| Bataille de Kresna                         | Bulgares  | Mihail Savov Nikola Ivanov | Grèce     | Constantin Ier | 8-18 juillet 1913        | Indécis (cessez-le-feu) |
| Bataille de Vidin (en)                     | Bulgares  |                            | Serbie    |                | 14-18 juillet 1913       | Bulgares                |

## Réaction des grandes puissances
La situation ayant été attisée par les grandes puissances qui menaient une lutte secrète d'influence dans la région, le conflit suscite l'émoi dans toute l'Europe, en particulier concernant l'attitude adoptée par les grandes puissances, qui se toisent depuis le conflit franco-allemand sur le Maroc et l'annexion de la Libye par l'Italie. Le 3 juillet 1913, l'effectif des troupes allemandes est fortement augmenté de même que le matériel à leur disposition. La France riposte le 7 août en portant la durée du service militaire à trois années. L’Autriche-Hongrie est l'alliée de l’Allemagne, tandis que de l’autre côté, la Russie, qui a défendu l’indépendance des pays balkaniques lors de la guerre avec la Turquie, la France et la Grande-Bretagne se serrent les coudes. L’« Entente balkanique » créée à l'initiative de la Russie n'empêchant pas les petits états (Bulgarie, Serbie, Grèce, Monténégro, Roumanie) de privilégier leurs intérêts nationaux, le risque de dérapage militaire de grande ampleur devient bien réel.

## Traité de paix et conséquences

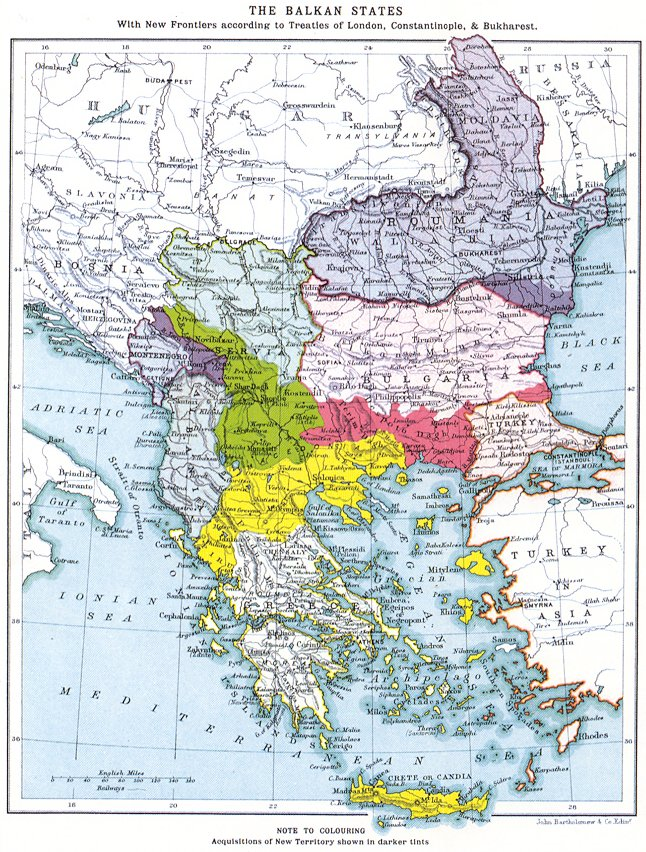
Les changements territoriaux à l'issue de la deuxième guerre balkanique.

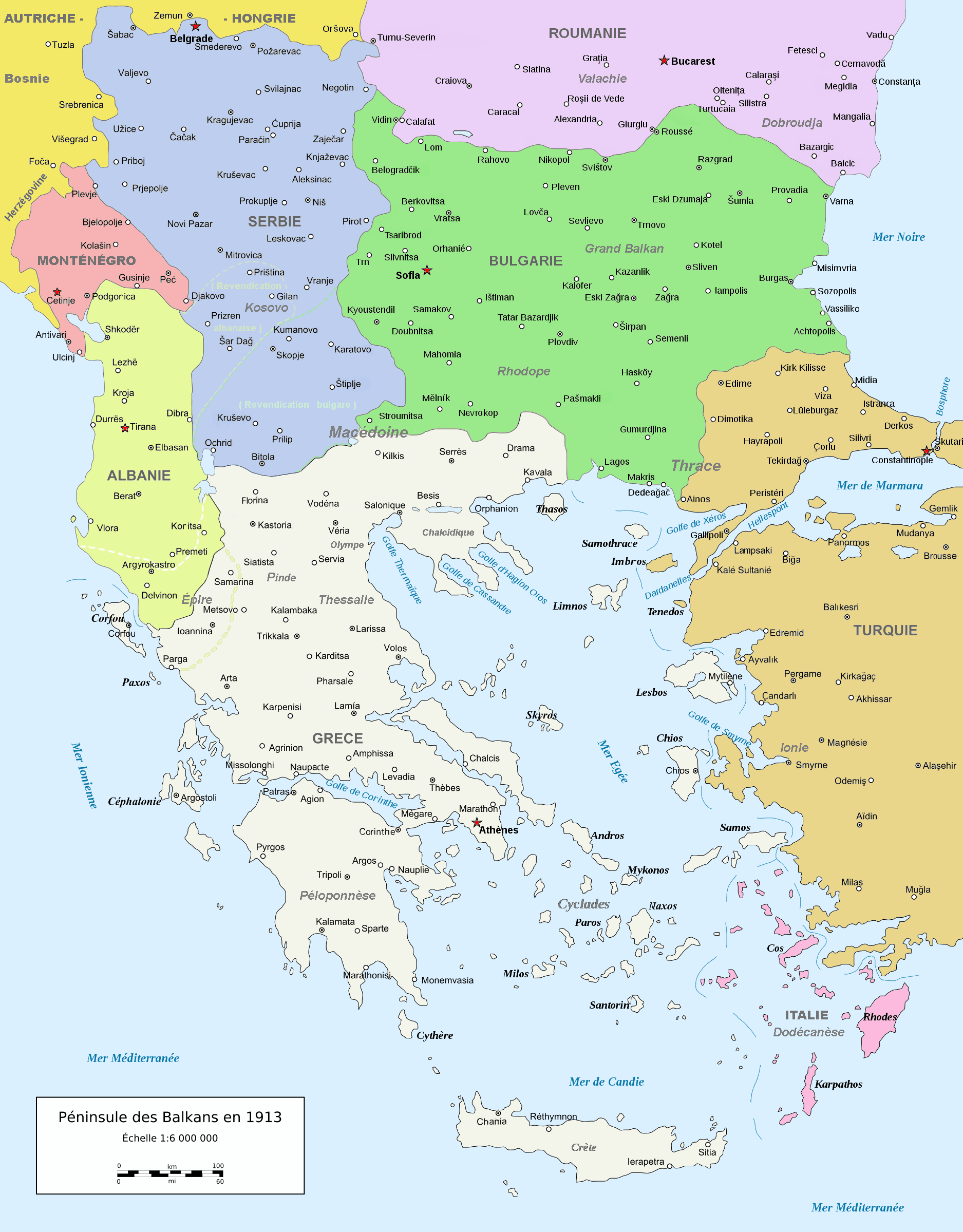
Les frontières fixées aux traités de Bucarest et de Constantinople.

Les traités de Bucarest et de Constantinople répartirent les gains des différents belligérants. La Bulgarie agrandit son territoire de 16 % par rapport à la situation d'avant-guerre et sa population passe de 4,3 à 4,7 millions d'habitants, mais elle perd la plupart des territoires qu'elle avait conquis lors de la première guerre balkanique dont la plus grande partie de la Macédoine et la Thrace orientale rendue à l'Empire ottoman, ainsi que la Dobroudja du Sud occupée par la Roumanie.
Le soutien russe permit à la Bulgarie de conserver la Thrace occidentale et le port de Dédéagatch sur la mer Égée. La Roumanie s'agrandit de 5 % mais à un prix politiquement élevé : la perte de l'amitié bulgare qui durait depuis le début du XIXe siècle, les principautés roumaines ayant servi de base arrière aux komitadjis et la Roumanie ayant contribué en 1878, aux côtés de l'Empire russe, à la libération de la Bulgarie. S’estimant « poignardée dans le dos », la Bulgarie ne cessera de revendiquer la rétrocession de la Dobroudja du sud, qui interviendra par les accords de Craiova le 7 septembre 1940. Le Monténégro doubla son territoire et le nombre d'habitants passa de 0,27 à 0,44 million. La Grèce aussi doubla son territoire et réunit, pour la première fois depuis le XIIIe siècle la plupart des îles grecques, à l'exception d'Imbros, de Ténédos (restées ottomanes) et du Dodécanèse (italien depuis la guerre italo-turque de 1911). Toutefois la Grèce fut forcée de retirer ses troupes de Thrace occidentale et Macédoine du Pirin rendus à la Bulgarie, ainsi que de l'Épire du Nord cédée à l'Albanie : ce retrait et la perte de ces régions aux fortes minorités grecques furent très mal acceptés par l'opinion hellène. D'ailleurs la Grèce ne conserva les régions de Serrès et de Kavala que grâce au soutien diplomatique de l'Allemagne. 
La Serbie également doubla sa superficie et augmenta sa population de 2,9 à 4,5 millions d'habitants. La Serbie fit des acquisitions supplémentaires en Macédoine et compléta ses aspirations territoriales au sud. Satisfaite de ce côté, elle put alors se tourner vers le nord où le projet de Grande Serbie en opposition avec l'Autriche-Hongrie  allait constituer l'un des prétextes de la Première Guerre mondiale.
Malgré un accord avec la Grèce datant de 1912, l'Italie conserve le Dodécanèse. Du fait des actions de l'Autriche-Hongrie et de l'insistance de cet Empire et de l'Italie, l'Albanie obtint son indépendance selon les termes du traité de Londres. Les deux pays espéraient contrôler ce nouvel état et donc le canal d'Otrante en mer Adriatique. Le traité de Florence (17 décembre 1913) établit les frontières définitives de l'Albanie. La Serbie y perdit son débouché maritime sur la mer Adriatique et les Grecs durent céder l'Épire du Nord en dépit de la révolte de la population grecque du lieu, qui obtînt seulement l'autonomie de sa région par le protocole de Corfou.
Après sa défaite, la Bulgarie adopta une politique revanchiste, cherchant toutes les opportunités pour assouvir ses aspirations territoriales. Elle se rapprocha donc des Empires centraux lors de la Première Guerre mondiale, car ses voisins (Serbie, Roumanie et Grèce) se trouvaient du côté de l'Entente (voir les articles sur la campagne de Serbie et le front de Macédoine). La défaite de 1918 suivie par le traité de Neuilly entraina la perte de son débouché maritime sur la mer Égée et entérina la cession de la Dobroudja du sud à la Roumanie.